# Sprachentwicklungsstörung
Unter einer Sprachentwicklungsstörung (SES) versteht man eine zeitlich und inhaltlich nicht altersentsprechende Entwicklung der sprachlichen Fähigkeiten eines Kindes. Unterschieden wird zwischen Störungen der Lautbildung, rezeptiven (Sprachverständnis), expressiven (Sprachausdruck) sowie pragmatischen SES (Sprachverwendung). Die Symptome einer SES werden auf linguistischen Ebenen beschrieben, wobei hier mehrere betroffen sein können. Man unterscheidet im Wesentlichen phonetisch-phonologische (veraltet: Dyslalie), morpho-syntaktische (dysgrammatische), lexikalisch-semantische Störungen sowie solche auf pragmatisch-kommunikativer Ebene. Der Grad der Abweichung kann in allen Bereichen gleich oder unterschiedlich sein.
Bis zu einem Alter von 36 Lebensmonaten spricht man bei einer rein zeitlichen Abweichung der Sprachentwicklung von mehr als 6 Monaten Rückstand von einer Sprachentwicklungsverzögerung.
Siehe auch: spezifische Sprachentwicklungsstörung

## Ursachen
Für eine SES können folgende Ursachenkreise verantwortlich sein:
- Medizinische Faktoren (bes. Hörstörungen)
- Genetische Faktoren
- Soziokulturelle Faktoren
- Umweltfaktoren
- Psychische Faktoren

## Diagnostik
Bei Sprachentwicklungsproblemen sollten sich die Eltern an einen Arzt wenden. Dort werden mögliche Ursachen untersucht, primär erforderlich ist der Ausschluss einer Hörstörung und die Beurteilung der Gesamt-, insbesondere der kognitiven Entwicklung des Kindes. Wenn nötig, erfolgt eine weitere fachliche Diagnostik (z. B. beim Phoniater, HNO-Arzt, Kinderarzt, Neuropädiater, Kinder- und Jugendpsychiater, Kinderpsychologen).

## Behandlung
Neben der Behandlung und Beseitigung möglicher Ursachen kommt eine Sprachtherapie, die zum Beispiel durch einen Logopäden durchgeführt werden kann, in Betracht. Wichtig ist auch eine strukturierte sprachliche Förderung im häuslichen Umfeld.